# Szczelina w Wielkiej Skale
Szczelina w Wielkiej Skale – rodzaj jaskini w Dolinie Będkowskiej na Wyżynie Krakowsko-Częstochowskiej. Znajduje się w obrębie wsi   Bębło w województwie małopolskim, w powiecie krakowskim, w gminie Wielka Wieś.

## Opis obiektu
Jest to szczelina znajdująca się w skale, która w przewodniku wspinaczkowym Pawła Haciskiego ma nazwę Zaklęty Mur, a w portalu wspinaczkowym i na zamontowanych przy skale tablicach informacyjnych zwana jest Murem Skwirczyńskiego. Znajduje się z jego prawej strony, pod skałką o wyglądzie baszty z ukośnie ściętym wierzchołkiem.
Szczelina ma wysokość 3,3 m i szerokość 0,5 m u podstawy. Jest w niej stromo opadający korytarzyk o długości 2,5 m, który stopniowo zacieśnia się tworząc zwężenie niemożliwe do przejścia. Za zwężeniem tym jest niewielka salka z naciekami na ścianach. Na tej samej szczelinie, na wysokości 1,5 m znajduje się drugie piętro. Jego stromo opadający korytarzyk ma długość 2,5 m. W stropie szczeliny są zablokowane duże głazy.
Obiekt powstał w późnojurajskich wapieniach na szczelinie, która w wyniku późniejszych procesów krasowych została poszerzona. Ma ogładzone ściany z kotłami wirowymi i innymi zagłębieniami oraz jasnobrązowymi naciekami kalcytowymi i mlekiem wapiennym. Grubość tych nacieków miejscami dochodzi do 20 cm i są na nich żebra naciekowe o długości kilkudziesięciu cm. Na zablokowanych w stropie głazach są nacieki grzybkowe. Szczelina jest wilgotna, a światło słoneczne dociera na odległość kilku metrów od otworu. Ściany porastają glony i mchy, wewnątrz obserwowano pajęczaki.
Otwór szczeliny odsłonił A. Górny w latach 70. XX wieku. On też po raz pierwszy ją opisał. Plan jaskini sporządził M. Pruc. Nacieki jaskiniowe były przez Politechnikę Śląską datowane metodą C14 na 21700–5200 lat BP.
W Zaklętym Murze znajdują się jeszcze inne obiekty jaskiniowe: Jaskinia Główna w Wielkiej Skale, Komin w Wielkiej Skale, Tunel Niski w Wielkiej Skale, Tunel Pośredni w Wielkiej Skale, Tunel Wysoki w Wielkiej Skale, Tunelik obok Szczeliny w Wielkiej Skale, Zaklęta Jama, Zaklęty Komin, Zaklęty Korytarzyk, Zaklęty Balkon, Zaklęta Szczelina.

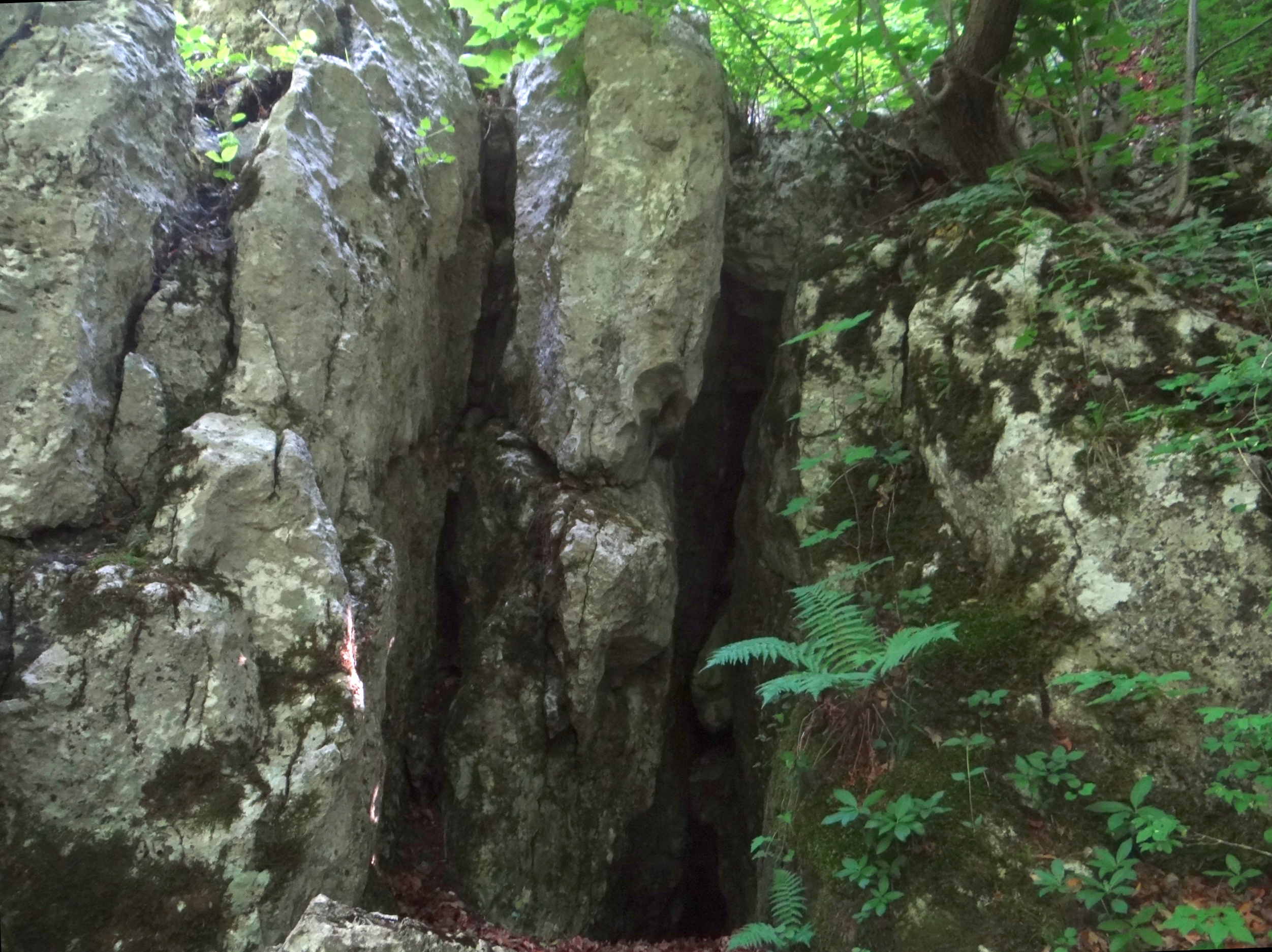
Otwór